# Stenopogon abdulrassuli
Stenopogon abdulrassuli là một loài ruồi trong họ Asilidae. Stenopogon abdulrassuli được Lehr miêu tả năm 1984. Loài này phân bố ở vùng Cổ Bắc giới và châu Á.